# Halit Refiğ
Halit Refiğ (İzmir, 5 maart 1934 - Istanboel 11 oktober 2009) was een Turks filmregisseur, filmproducent en scenarioschrijver.
Halit Refiğ  volgde les aan het "Robert College" in Istanboel. Hij regisseerde zijn eerste film als animator in Korea, Japan en Ceylon. Zijn debuut in de filmwereld maakte hij als assistent van Atıf Yılmaz in 1957. Zijn carrière als regisseur begon hij in 1960 met Forbidden Love. Halit Refiğ maakte in totaal ongeveer 60 films, speelfilms, documentaires en televieseries. Met zijn films nam Turkije deel aan verschillende buitenlandse filmfestivals.

## Filmografie
| - Seviştiğimiz Günler 1961 - Yasak Aşk 1961 - Şehirdeki Yabancı 1962 - Gençlik Hülyaları 1962 - Şafak Bekçileri 1963 - Gurbet Kuşları 1964 - Şehrazat 1964 - Evcilik Oyunu 1964 - İstanbul'un Kızları 1964 - Canım Sana Feda 1965 - Güneşe Giden Yol 1965 - Haremde Dört Kadın (Film) 1965 - Kırık Hayatlar 1965 - Aslan Pençesi 1966 - Erkek Ve Dişi 1966 - Üç Korkusuz Arkadaş 1966 - Karakolda Ayna Var 1966 - Can Yoldaşları 1966 - Kız Kolunda Damga Var 1967 - Bir Türk'e Gönül Verdim 1969 - Yaşamak Ne Güzel Şey 1969 - Atsız Cengaver 1970 - Sevmek Ve Ölmek Zamanı 1971 - Ali Cengiz Oyunu 1971 - Çöl Kartalı 1972 - Acı Zafer 1972 - Aşk Fırtınası 1972 - Fatma Bacı 1972 - Kızın Varsa Derdin Var 1973 - Cennetin Kapısı 1973 - Sultan Gelin 1973 - Vurun Kahpeye 1973 | - Yedi Evlat İki Damat 1973 - Aşk-ı Memnu 1975 - Arabulucular / The Intercessors 1977 - Yaşam Kavgası 1978 - Yorgun Savaşçı 1979 - Leyla İle Mecnun 1982 - O Kadın 1982 - Beyaz Ölüm 1983 - İhtiras Fırtınası 1983 - Alev Alev 1984 - Ölüm Yolu 1985 - Paramparça 1985 - Son Darbe (2) 1985 - Kıskıvrak 1986 - Teyzem 1986 - Yarın Ağlayacağım 1986 - Kızımın Kanı 1987 - Kurtar Beni 1987 - Kızım Ve Ben 1988 - Hanım 1988 - Karılar Koğuşu 1989 - İki Yabancı 1990 - Zirvedekiler 1993 - Köpekler Adası 1996 - Affet Bizi Hocam 1998 - Kerem 1999 - Affet Beni Hocam 2000 - Zeynep Öğretmen 2000 - Gelinlik Kız 2000 - Sara ile Musa 2000 - Midasın Düşü 2000 - Gençlik 2000 |

## Producer
- Yaşamak Hakkımdır 1958
- İstanbul'un Kızları 1964
- Canım Sana Feda 1965
- İki Yabancı 1990

## Scenarioschrijver
| - Yaşamak Hakkımdır 1958 - Ala Geyik 1959 - Karacaoğlan'ın Kara Sevdası 1959 - Suçlu 1960 - Mahallenin Sevgilisi 1960 - Ölüm Peşimizde 1960 - Kırık Çanaklar 1960 - Avare Mustafa 1961 - Seviştiğimiz Günler 1961 - Yasak Aşk 1961 - Güneş Doğmasın 1961 - Şafak Bekçileri 1963 - Yavaş Gel Güzelim 1963 - İstanbul'un Kızları 1964 - Şehrazat 1964 - Gurbet Kuşları 1964 - Güneşe Giden Yol 1965 - Kırık Hayatlar 1965 - Haremde Dört Kadın 1965 - Yasak Sokaklar 1965 - Karakolda Ayna Var 1966 - Aslan Pençesi 1966 - Can Yoldaşları 1966 - Üç Korkusuz Arkadaş 1966 - Erkek Ve Dişi 1966 | - Kanlı Hayat 1967 - Kız Kolunda Damga Var 1967 - Aslan Yürekli Kabadayı 1967 - Yaprak Dökümü 1967 - Son Gece 1967 - Bir Türk'e Gönül Verdim 1969 - Yaşamak Ne Güzel Şey 1969 - Atsız Cengaver 1970 - Ali Cengiz Oyunu 1971 - Acı Zafer 1972 - Aşk Fırtınası 1972 - Çöl Kartalı 1972 - Sultan Gelin 1973 - Aşk-ı Memnu 1975 - Yaşam Kavgası 1978 - Son Darbe (2) 1985 - Kurtar Beni 1987 - Arkadaşım Şeytan 1988 - Hanım 1988 - Karılar Koğuşu 1989 - İki Yabancı 1990 - Köpekler Adası 1996 - Kerem 1999 - Cumbadan Rumbaya 2005 |

- Bibliothèque nationale de France: cb13568544m (data)
- Gemeinsame Normdatei: 14087710X
- International Standard Name Identifier: 0000 0000 7731 2951
- Library of Congress Control Number: n88252051
- Nederlandse Thesaurus van Auteursnamen: 073723908
- Système universitaire de documentation: 179410237
- Virtual International Authority File: 178136
- WorldCat: E39PBJbWtKhYPTdTjkB6RdX8G3